# Brémoncourt
Brémoncourt is een gemeente in het Franse departement Meurthe-et-Moselle in de regio Grand Est en telt 156 inwoners (2005). De plaats maakt deel uit van het arrondissement Lunéville.

## Geografie
De oppervlakte van Brémoncourt bedraagt 5,3 km², de bevolkingsdichtheid is 29,4 inwoners per km².
De onderstaande kaart toont de ligging van Brémoncourt met de belangrijkste infrastructuur en aangrenzende gemeenten.

## Demografie
Onderstaande figuur toont het verloop van het inwonertal (bron: INSEE-tellingen).